# عشاق (کمی بیشتر زندگی می‌کنند)
«عشاق» (انگلیسی: Lovers (Live a Little Longer)) ترانه‌ای از گروه پاپ سوئدی آبا است که در سال ۱۹۷۹ منتشر شد.
این ترانه نخستین بار در یک برنامهٔ تلویزیونی در کشور سوئیس منتشر شد و آنگنیه‌تا فلتسکوگ و آنی-فرید لینگستاد با هم آن را اجرا کردند.